# Eleccions al Parlament de les Illes Balears de 1987
Les Eleccions al Parlament de les Illes Balears de 1987 se celebraren dia 10 de juny, juntament amb les eleccions municipals i al Parlament Europeu. S'afrontaven amb Aliança Popular a l'executiu de la comunitat autònoma, amb el suport d'Unió Mallorquina. Quant als consells insulars, els socialistes només controlaven Menorca, mentre que a Mallorca el governava UM amb coalició amb AP. A l'illa d'Eivissa i Formentera, el govern era dels populars. Eren els primers comicis que es feien amb la Llei electoral de les Illes Balears, en què s'estipulava una distribució determinada d'escons per illa. El Parlament triaria 59 escons, en comptes dels 54 que es triaven l'any 1983. A Mallorca es triaven 33 diputats — tres més que abans—, a Menorca 13 — un més—, i Eivissa 12 — un més—, mentre que a Formentera es mantenia l'únic diputat que s'ha triat tradicionalment.
Els candidats a president del Govern varen ser:
- per l'Aliança Popular - Partit Liberal, Gabriel Cañellas.
- pel PSOE, Francesc Triay.
- pel Centre Democràtic i Social, Francesc Quetglas Rosanes.
- per Unió Mallorquina, Jeroni Albertí.
- pel PSM-EN, Sebastià Serra.
- per l'Entesa de l'Esquerra de Menorca, Joan Francesc López Casasnovas

## Resultats
Els comicis varen donar els següents resultats:
| ←Eleccions de 1983 Eleccions al Parlament de les Illes Balears de 10 de juny de 1987 Eleccions de 1991→ |         |       |        |      |
| Parlament de les Illes Balears                                                                          |         |       |        |      |
| Partit                                                                                                  | Vots    | %     | Escons | Dif. |
| Aliança Popular - Partit Liberal (AP-PL)                                                                | 123.044 | 36,87 | 25     | +4   |
| Partit Socialista Obrer Espanyol (FSB-PSOE)                                                             | 107.762 | 32,29 | 21     | =    |
| Centre Democràtic i Social (CDS)                                                                        | 34.046  | 10,20 | 5      | +5   |
| Unió Mallorquina (UM)                                                                                   | 30.186  | 9,04  | 4      | -2   |
| Partit Socialista de Mallorca (PSM-EN)                                                                  | 16.413  | 4,92  | 2      | =    |
| Entesa de l'Esquerra de Menorca (EEM)                                                                   | 4.357   | 1,31  | 2      | =    |
| Esquerra Unida (IU)                                                                                     | 7.403   | 2,22  |        |      |
| Partit Demòcrata Popular (PDP)                                                                          | 5.292   | 1,59  |        |      |
| Partido de los Trabajadores de España-Unidad Comunista (PTE-UC)                                         | 1.145   | 0,34  |        |      |
| Vida i Autonomia (VIA)                                                                                  | 952     | 0,29  |        |      |

A banda, es comptabilitzaren 3.151 vots en blanc, el 0,94% del total.

## Resultats per circumspcricions

### Mallorca
| ←Eleccions al de 1983 Eleccions al Parlament de les Illes Balears (resultats a Mallorca) Eleccions de 1991→ |        |       |        |      |
| Circumscripció de Mallorca (33 escons)                                                                      |        |       |        |      |
| Partit | Vots   | %     | Escons | Dif. |
| Aliança Popular - Partit Liberal (AP-PL)                                                                    | 96.637 | 35,02 | 13     | +2   |
| Partit Socialista Obrer Espanyol (FSB-PSOE)                                                                 | 87.175 | 31,59 | 11     | =    |
| Unió Mallorquina (UM)                                                                                       | 30.186 | 10,94 | 4      | -2   |
| Centre Democràtic i Social (CDS)                                                                            | 28.957 | 10,49 | 3      | +3   |
| Partit Socialista de Mallorca (PSM-EN)                                                                      | 16.413 | 5,95  | 2      | =    |
| Esquerra Unida (IU)                                                                                         | 6.527  | 2,37  |        |      |
| Partit Demòcrata Popular (PDP)                                                                              | 5.292  | 1,92  |        |      |
| Partido de los Trabajadores de España-Unidad Comunista (PTE-UC)                                             | 1.145  | 0,41  |        |      |
| Vida i Autonomia (VIA)                                                                                      | 952    | 0,35  |        |      |

A part, es varen recomptar 2.631 vots en blanc, que suposaven el 0,95% del total dels sufragis vàlids.

### Menorca
| ←Eleccions de 1983 Eleccions al Parlament de les Illes Balears (resultats a Menorca) →Eleccions de 1991 |        |       |        |      |
| Circumscripció de Menorca (13 escons)                                                                   |        |       |        |      |
| Partit                                                                                                  | Vots   | %     | Escons | Dif. |
| Aliança Popular - Partit Liberal (AP-PL)                                                                | 11.288 | 39,03 | 5      | +1   |
| Partit Socialista Obrer Espanyol (FSB-PSOE)                                                             | 10.295 | 35,60 | 5      | =    |
| Entesa de l'Esquerra de Menorca (EEM)                                                                   | 4.357  | 15,07 | 2      | =    |
| Centre Democràtic i Social (CDS)                                                                        | 2.698  | 9,33  | 1      | +1   |

A part, es varen recomptar 281 vots en blanc, que suposaven el 0,97% del total dels sufragis vàlids.

### Eivissa
| ←Eleccions de 1983 Eleccions al Parlament de les Illes Balears (resultats a Eivissa) →Eleccions de 1991 |        |       |        |      |
| Circumscripció d'Eivissa (12 escons)                                                                    |        |       |        |      |
| Partit                                                                                                  | Vots   | %     | Escons | Dif. |
| Aliança Popular - Partit Liberal (AP-PL)                                                                | 14.160 | 53,42 | 7      | +1   |
| Partit Socialista Obrer Espanyol (FSB-PSOE)                                                             | 9.196  | 34,69 | 4      | -1   |
| Centre Democràtic i Social (CDS)                                                                        | 2.054  | 7,75  | 1      | +1   |
| Esquerra Unida-Izquierda Unida (EU-IU)                                                                  | 876    | 3,30  |        |      |

A part, es varen recomptar 220 vots en blanc, que suposaven el 0,83% del total dels sufragis vàlids.

### Formentera
| Eleccions al Parlament de les Illes Balears (resultats a Formentera) →Eleccions de 1991 |       |       |        |      |
| Circumscripció de Formentera (1 escó)                                                   |       |       |        |      |
| Partit                                                                                  | Vots  | %     | Escons | Dif. |
| Partit Socialista de les Illes Balears (FSB-PSOE)                                       | 1.096 | 45,46 | 1      | +1   |
| Aliança Popular - Partit Liberal (AP-PL)                                                | 959   | 39,78 |        |      |
| Centre Democràtic i Social (CDS)                                                        | 337   | 13,98 |        |      |

A part, es varen recomptar 19 vots en blanc, que suposaven el 0,79% del total dels sufragis vàlids.

## Diputats electes

### Mallorca
- Cosme Adrover Obrador (AP‐PL)
- Jeroni Albertí i Picornell (UM)
- Maria Antònia Aleñar i Pujadas (CDS)
- Josep Joan Alfonso i Villanueva (PSIB-PSOE)
- Gabriel Cañellas i Fons (AP‐PL)
- Miquel Capó Galmés (AP‐PL)
- Jaume Carbonero Malbertí (PSIB-PSOE) (renúncia dia 22 de febrer de 1989
  - Substituït per Teresa Riera Madurell (29 de març de 1989)
- Francesc Gilet Girart (AP‐PL)
- Gabriel J.C. Godino Busquets (AP‐PL)
- José María González Ortea (AP‐PL)
- Joan March Noguera (PSIB-PSOE) (renúncia dia 8 de setembre de 1987)
  - Substituït per Pere Serra Vich (1 d'octubre de 1987)
- José Luis Martín Peregrín (PSIB-PSOE)
- Joan Mayol Serra (PSM‐EN)
- Andreu Mesquida Galmés (AP‐PL)
- Josep Moll Marquès (PSIB-PSOE)
- Maria Antònia Munar i Riutort (UM)
- Joan Nadal Aguirre (PSIB-PSOE)
- Miquel Oliver Massutí (PSIB-PSOE)
- Gaspar Oliver Mut (AP‐PL)
- Miquel Pascual Amorós (UM) (renúncia dia 6 de febrer de 1991)
  - Substituït per Manuel Pérez Ramos (13 de febrer de 1991)
- Damià Pons Pons (PSIB-PSOE)
- Francesc Quetglas Rosanes (CDS)
- Joaquín Ribas de la Reyna (AP‐PL)
- Andreu Riera Bennàsar (AP‐PL)
- Llorenç Rus Jaume (PSIB-PSOE)
- Antoni Alfons Salgado Gomila (AP‐PL)
- Sebastià Serra i Busquets (PSM‐EN)
- Bernat Trias Arbós (CDS)
- Joan Francesc Triay Llopis (PSIB-PSOE)
- Valentí Valenciano López (PSIB-PSOE)
- Joan Verger Pocoví (AP‐PL)
- Guillem Vidal Bibiloni (UM)
- Joana Aina Vidal Burguera (AP‐PL)

### Menorca
- Benjamí Carreras Font (PSIB-PSOE)
- Lluís Coll Al·lés (AP‐PL)
- Antoni Febrer Gener (PSIB-PSOE)
- Antoni Gómez Arbona (PSIB-PSOE)
- Joan Huguet i Rotger (AP‐PL)
- Manuel Jaén Palacios (AP‐PL)
- Joan Francesc López Casasnovas (Entesa)
- Albert Moragues Gomila (PSIB-PSOE)
- Ramon Orfila Pons (Entesa)
- Tirs Pons Pons (PSIB-PSOE)
- Carles Ricci Febrer (CDS)
- Fernando Saura y Manuel de Villena (AP‐PL)
- Narcís Tudurí Marí (AP‐PL)

### Eivissa
- Antoni Costa Costa (PSIB-PSOE) (renúncia dia 7 de novembre de 1989)
  - Substituït per Josep Maria Costa Serra (9 de novembre de 1989)
- Pere Guasch Guasch (AP‐PL)
- Paula Guillem Ripoll (PSIB-PSOE)
- César Hernández Soto (PSIB-PSOE) (renúncia dia 20 d'abril de 1988)
  - Substituït per Neus Bonet Ribas (27 d'abril de 1988)
- Ildefons Juan Marí (PSIB-PSOE)
- Antoni Marí Calbet (AP‐PL)
- Antoni Marí Ferrer (AP‐PL)
- Pere Palau Torres (AP‐PL)
- Bartomeu Planells Planells (AP‐PL)
- Vicent Serra Ferrer (AP‐PL)
- Andreu Tuells Juan (CDS)
- Josep Tur Serra (AP-PL)

### Formentera
- Isidor Torres Cardona (PSIB-PSOE) (renúncia dia 5 d'octubre de 1989)
  - substituït per Encarnació Magaña Alapont (18 d'octubre de 1989)